# St. Margareta (Aislingen)

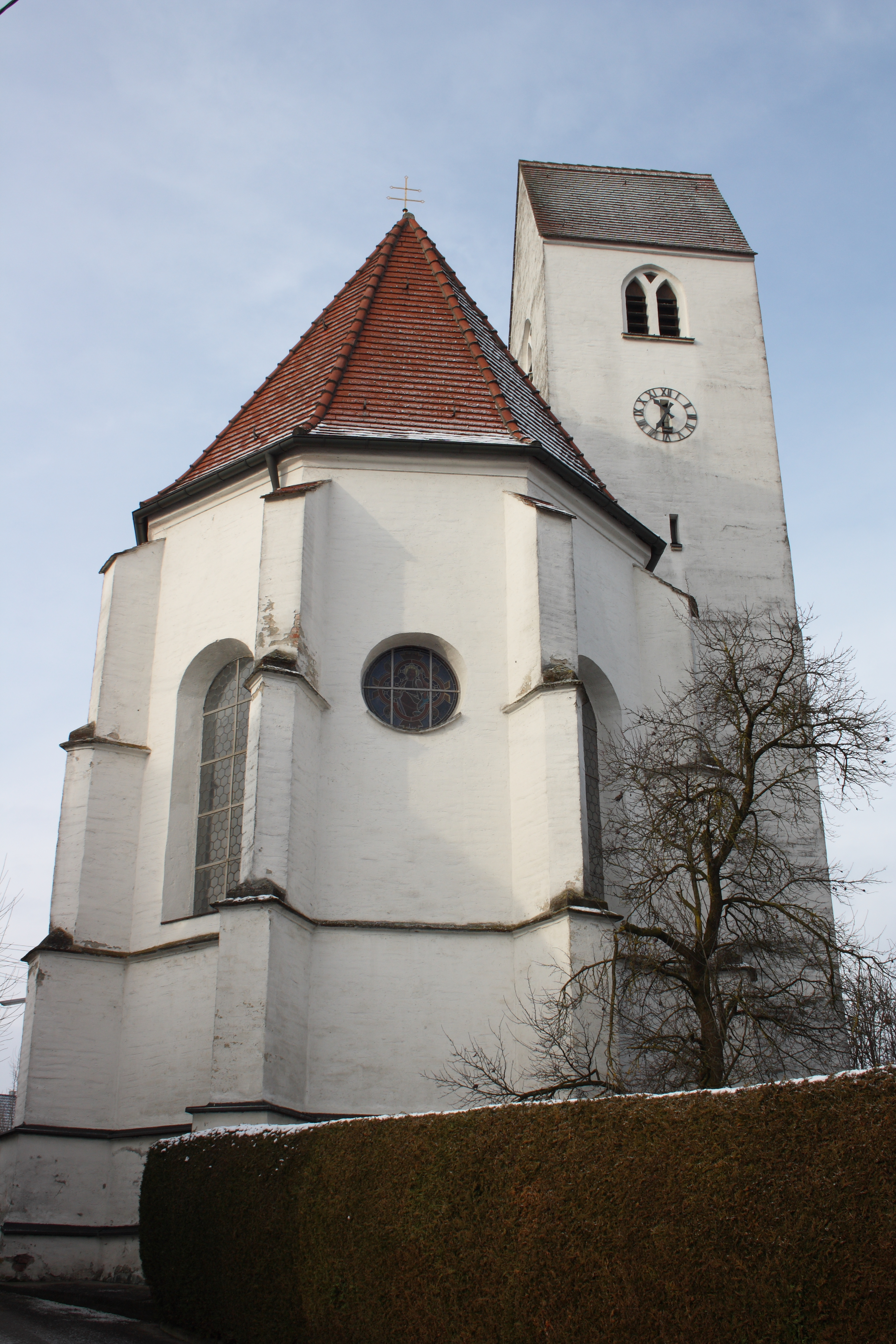
Chor und Turm der Kirche von Nordosten

St. Margareta ist eine katholische Filialkirche in Aislingen, einer Gemeinde im schwäbischen Landkreis Dillingen an der Donau in Bayern, die im 15. Jahrhundert errichtet wurde. Die Kirche ist ein geschütztes Baudenkmal.

## Geschichte
Die der heiligen Margareta geweihte Kirche befindet sich am Südwestteil des Ortes. Sie wurde in der Mitte des 15. Jahrhunderts erbaut und 1732 barockisiert. Der sechsgeschossige Turm mit Satteldach befindet sich im nördlichen Chorwinkel. Der Chor mit Rundbogenfenstern wird von Strebepfeilern gestützt. Von 1985 bis 1987 wurde die Kirche umfassend renoviert.

## Ausstattung
Johann Baptist Weiß entwarf 1838 die spätklassizistischen Altäre. In der Kirche befindet sich ein Epitaph, das 1624 Hieronymus Baroni für seine Eltern und Geschwister errichten ließ.